# Лимбах (Вестервальд)
Лимбах (нем. Limbach) — община в Германии, в земле Рейнланд-Пфальц.
Входит в состав района Вестервальд. Подчиняется управлению Хахенбург. Население составляет 420 человек (на 31 декабря 2010 года). Занимает площадь 3,69 км².